# Bella storia (programma televisivo)
Bella storia è stato un programma televisivo in onda su Rai Storia nel 2015, condotto da Maurizio Costanzo.

## Il programma
La trasmissione è in onda in seconda serata su Rai Storia dal 16 settembre 2015 per 8 puntate. Ogni puntata è dedicata alla storia di un imprenditore italiano, attraverso il racconto di alcuni ospiti in studio.
La regia viene curata da Valentino Tocco.
Tra gli imprenditori protagonisti delle varie puntate, ci sono Fabio Franceschini, Le sorelle Nonino, Adriana Santanocito, Enrica Arena, Luca Rossettini, Annalisa Balloi, Gianluca D’Agostino